# Blues (album d'Eric Clapton)
Pour les articles homonymes, voir Blues (homonymie).
Blues est une compilation d'Eric Clapton sortie en 1999.

## Titres

### Disque 1 (studio blues)
1. Before You Accuse Me (Take a Look at Yourself) (Ellas McDaniel) – 4:39   inédit de l'album Backless
2. Mean Old World (Walter Jacobs) – 3:50    inédit de l'album  Layla
3. Ain't That Lovin' You Baby (Jimmy Reed) – 5:26
4. The Sky Is Crying (Elmore James) – 3:58
5. Cryin' (Eric Clapton) – 2:52
6. Have You Ever Loved a Woman (Billy Myles) – 6:51 -  Derek and the Dominos
7. Alberta (Traditional) – 2:40   inédit de l'album  Slowhand
8. Early in the Morning (Traditionnel) – 7:55
9. Give Me Strength (Clapton) – 2:51
10. Meet Me (Down at the Bottom) (Willie Dixon) – 7:04   inédit de l'album  461 Ocean Boulevard
11. County Jail Blues (Alfred Fields) – 3:56
12. Floating Bridge (Sleepy John Estes) – 6:33
13. Blow Wind Blow (Muddy Waters) – 2:59
14. To Make Somebody Happy (Clapton) – 5:11
15. Before You Accuse Me (Take a Look at Yourself) (McDaniel) – 4:39   inédit de l'album  Backless

### Disque 2 (live blues)
1. Stormy Monday (T-Bone Walker) – 12:49    Hammersmith Odeon, 27 avril 1977
2. Worried Life Blues (Big Maceo Merriweather) – 5:57   Victoria Hall, Hanley, 28 novembre 1978
3. Early in the Morning (Traditional) – 7:11   Bodokan, Tokyo, 3 décembre 1979
4. Have You Ever Loved a Woman (Billy Myles) – 7:47   Long Beach Afrena, 19 juillet 1974
5. Wonderful Tonight (Clapton) – 6:23    Glasgow Apollo, 24 novembre 1978
6. Kind Hearted Woman Blues (Robert Johnson) – 5:11   Glasgow Apollo, 24 novembre 1978
7. Double Trouble (Otis Rush) – 8:02   Budokan, Tokyo, 3 décembre 1979
8. Driftin' Blues (Charles Brown/Johnny Moore/Eddie Williams) – 6:57   Civic Centre, Providence, 25 juin 1975
9. Crossroads (Robert Johnson) – 5:49   Victoria Hall, Hanley, 28 novembre 1978
10. Further on Up the Road (Joe Medwich Veasey/Don Robey) – 8:38     Convention Centre, Dallas, 15 novembre 1976

## Musiciens
- Eric Clapton – guitare, dobro, chant
- Duane Allman – guitare
- Freddie King – guitare
- Albert Lee – guitare, chant
- Dave Mason – guitare
- George Terry – guitare
- Ron Wood – guitare
- Dave Markee – basse
- Carl Radle – basse
- Chris Stainton – claviers
- Gary Brooker – claviers, chœurs
- Dick Sims – orgue, piano
- Bobby Whitlock – piano
- Jamie Oldaker – batterie
- Jim Gordon – batterie
- Al Jackson, Jr. – batterie
- Henry Spinetti – batterie, percussions
- Sergio Pastora – percussions
- Yvonne Elliman – chœurs
- Marcy Levy – chœurs